# 13 Commandements
13 Commandements (13 Geboden) est une série télévisée belge, de langue néerlandaise, diffusée entre le 10 septembre 2018 et le 3 décembre 2018 sur VTM. L'intrigue tourne autour d'un criminel qui se lance dans une série de crimes avec pour mission de punir les individus qui ont commis des actes contraires aux Dix Commandements,,.

## Synopsis
Le corps d'une adolescente turque de 16 ans est retrouvé dans la ville d'Alost, la gorge tranchée. La police suppose qu'il s'agit d'un crime d'honneur commis par son oncle, mais ne peut rien faire face au manque de preuves et au refus de la famille de témoigner. En moins d'une journée, le suspect est retrouvé sous un pont, gravement brûlé mais vivant. Sur un mur de la scène de crime, quelqu'un a écrit à la bombe les mots « Tu n'auras pas d'autres dieux devant moi. », en référence au premier commandement.
Il s’agit du premier d’une série de crimes commis par un individu se faisant appeler Moïse, chacun d’entre eux étant d’une manière ou d’une autre inspiré par l’un des Dix Commandements. Ceux qui sont perçus comme ayant violé les Commandements sont traqués et punis sans pitié. Deux inspecteurs de la police fédérale belge, Peter Devriendt, père divorcé et policier vétéran proche de la retraite, et Vicky Degraeve, sa nouvelle coéquipière tout juste transférée des unités spéciales, sont chargés de retrouver le justicier. Ils sont néanmoins de plus en plus gênés par l'opinion publique, qui soutient Moïse malgré ses crimes.

## Distribution
- Dirk Van Dijck (VFB : Pascal Racan) : Peter Devriendt
- Marie Vinck (VFB : Mélanie Dermont) : Vicky Degraeve
- Karlijn Sileghem (VFB : Valérie Marchant) : Liesbet Dujardin
- Line Pillet : Sara Devriendt
- Hans De Munterv (VFB : Robert Guilmard) : Georges Degraeve
- Lola Rose Delany : Blue
- Ella Leyers (VFB : Fanny Dreiss) : Paulien Rooze
- Katelijne Verbeke (VFB : Laurence César) : Chantal Theunissen
- Kim Hertogs : Kelly
- Gökhan Girginol (VFB : Olivier Prémel) : Hristo Bodurov
- Jeroen Perceval : Félix Monnet
- Bert Haelvoet (VFB : Erwin Grunspan) : Simon Roelandts
- Tom Ternest (VFB : Thierry Janssen) : Marnix Santermans
- Koen van Impe (VFB : Patrick Brüll) : Tony Vermeire
- Ludo Hoogmartens (VFB : Daniel Nicodème) : Jos Schatteman
- Johan Knuts (VFB : Jean-Pierre Denuit) : Jacob Moreels
- Hilde De Baerdemaeker : Sofie Vandekerckhoven
- Roy Aernouts : Mike De Meyer
- Matthieu Sys (VFB : Alexis Flamant) : Lukas Heyde
- Iwein Segers (VFB : Didier Colfs) : Gil Engelen
- Bart De Bondt (VFB : Benoit Grimmaux) : Julien Verhaeghen
- Bert Huysentruyt (VFB : Stany Mannaert) : Mario Devadder
- Sofie Decleir (VFB : Nathalie Hugo) : Emmy Van Looverenbos
- Tom De Hoog (VFB : Stéphane Coens) : Roelof
- Gert Winckelmans (VFB : Benjamin Thomas) : Bert
- Annelore Crollet (VFB : Ludivine Deworst) : Amalia
- Lotte Pinoy (VFB : Valérie Lemaître) : Karen Loenders
- Stefan Perceval (VFB : Tony Beck) : Éric Loenders
- Circé Lethem (VFB : elle-même) : Veerle
- Kadèr Gürbüz (VFB : Manuela Servais) : Bazin
- Karen van Parijs : la mère de Vicky
- Leo Achten : le père de Peter
- Joke Sluydts : un journaliste
- Maarten Mertens : un journaliste

## Diffusion
La série est sortie le 10 septembre 2018 sur VTM.